# Собор Покрова Пресвятой Богородицы (Буэнос-Айрес)
Собор Покрова Пресвятой Богородицы (исп. Catedral Católica Ucrania Santa María del Patrocinio) — главный собор украинской греко-католической епархии Покрова Пресвятой Богородицы в Буэнос-Айресе. Находится в районе Флореста столицы Аргентины.

## История
Инициатором строительства храма стал отец Иосиф Галабарда, который освятил краеугольный камень под строительство будущего кафедрального собора Рождества Господа нашего Иисуса Христа 4 марта 1961 года. Взносы на строительство церкви сделали архиепископ Иван Бучко и кардинал Антонио Каджано, а также украинские прихожане Аргентины и других стран. Епископ Андрей Сопеляк изменил название храма на «Покров Пресвятой Богородицы». Строительство продолжалось с 1960 по 1969 года под руководством архитектора Виктора Гриненко и инженера Осипа Алатио.
7 сентября 1968 года предстоятель УГКЦ Иосиф Слипый во время своего пастырского визита в Аргентину освятил кафедральный собор Покрова Пресвятой Богородицы в Буэнос-Айресе. В октябре 1985 года во время празднования юбилея епархии храм посетил епископ Мирослав Иоанн Любачивский. 10 апреля 1987 года храм посетил Иоанн Павел II во время своего визита в Аргентину. В 2000 году кафедральный собор посетил Любомир Гузар в рамках своего визита в Аргентину. 6 марта 2011 года прошли торжественные празднования по случаю 50-летия освящения краеугольного камня, отслужив Архиерейскую Божественную Литургию, состоялась конференция по этому поводу.

## Описание храма
Общая площадь кафедрального собора 485 м². Он имеет три нефа. По замыслу церковь строилась в стиле украинского барокко XVII-XVIII веков с характерными для славянских храмов куполами. Их собор имеет пять и они символизируют Христа в окружении четырех евангелистов. На фасаде находится образ Покрова Пресвятой Богородицы, покровительницы собора. В апсиде находится образ Богоматери с младенцем Иисусом на руках работы Бориса Крюкова. На своде находится образ Святого Духа в виде голубя в окружении огней, символизирующих теологического добродеятеля. Иконостас из трех ворот изготовил мастер Крейовецкий. В верхней части центрального купола находятся изображения Христа Вседержителя (Пантократора) и четырёх евангелистов. На левой стене изображено крещение Руси и её народа в водах Днепра. На правой стене изображен Оранта, которая защищает город Киев. У её ног Ярослав Мудрый в окружении войск, священников и верующих. На левой стене алтаря находится икона «Рождество Господа нашего Иисуса Христа», а на правой - икона «Покрова Пресвятой Богородицы». Художественное оформление храма выполнено в византийском стиле Николасом Холодюком.